# James Karen

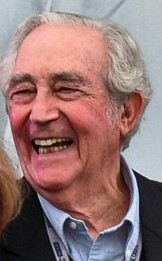
James Karen (2014)

James Karen (* 28. November 1923 als Jacob Karnofsky in Wilkes-Barre, Pennsylvania; † 23. Oktober 2018 in Los Angeles, Kalifornien) war ein US-amerikanischer Schauspieler.

## Leben
James Karen wurde am 28. November 1923 in Wilkes-Barre im Nordosten von Pennsylvania geboren. Seine Eltern Mae Freed und Joseph H. Karnofsky waren jüdische Einwanderer aus Russland.
Als junger Mann wurde Karen durch den Kongressabgeordneten Daniel J. Flood zu einer Laufbahn als Schauspieler ermutigt. Dieser war Amateurmime und hatte Karen für eine Produktion an einem kommunalen Theater in Wilkes-Barre engagiert. Karen besuchte später eine Schauspielschule in New York City. Sein Debüt am Broadway gab er 1947 in Elia Kazans Produktion von A Streetcar Named Desire mit Marlon Brando, wo er als Einspringer für den von Karl Malden gespielten Mitch arbeitete.
Karen wirkte in verschiedenen Seifenopern mit. In Jung und Leidenschaftlich – Wie das Leben so spielt (As the World Turns) spielte er den Dr. Burke und in der Serie All My Children war er der erste Darsteller des Lincoln Tyler. Bekannt wurde er durch die Rolle des Eliot Randolph in Eight Is Enough und durch seine Rolle in dem Horrorfilm Verdammt, die Zombies kommen. Dem Publikum an der US-Ostküste war er auch als Sprecher der Reklamespots für die Supermarktkette Pathmark bekannt, in denen er zwei Jahrzehnte lang mitwirkte. Sein Schaffen als Schauspieler umfasst mehr als 200 Film- und Fernsehproduktionen.
Karen war von 1958 bis 1967 mit der Folksängerin Susan Reed verheiratet. Aus dieser Verbindung ging ein Kind hervor. Später ging er eine zweite Ehe ein. 1986 war Karen für seine Rolle in Verdammt, die Zombies kommen für den Saturn Award in der Kategorie Bester Darsteller nominiert. 1998 wurde er mit dem Life Career Award bei den Saturn Awards ausgezeichnet. Er starb am 23. Oktober 2018 im Alter von 94 Jahren in Los Angeles.

## Filmografie (Auswahl)
- 1947: Journey Into Medicine
- 1965: Frankenstein Meets the Space Monster
- 1965: Film
- 1970: Hercules in New York
- 1970: Kein Lied für meinen Vater (I Never Sang for My Father)
- 1976: Die Unbestechlichen (All the President’s Men)
- 1977: Opening Night
- 1978: Unternehmen Capricorn (Capricorn One)
- 1978: F.I.S.T. – Ein Mann geht seinen Weg (F.I.S.T.)
- 1979: Das China-Syndrom (The China Syndrome)
- 1980: Der Jazz-Sänger (The Jazz Singer)
- 1982: Time Walker[4]
- 1982: Poltergeist
- 1982/83: Dallas (Fernsehserie)
- 1985: Verdammt, die Zombies kommen (The Return of the Living Dead)
- 1986: Invasion vom Mars (Invaders from Mars)
- 1987: Beverly Hills Boys Club (Billionaire Boys Club)
- 1987: Wall Street
- 1988: Sledge Hammer! (Fernsehserie)
- 1988: Toll treiben es die wilden Zombies (Return of the Living Dead Part II)
- 1995: Die Rückkehr der Piranhas (Piranha)
- 1995: Nixon
- 1997: A River made to Down In
- 1998: Der Musterschüler (Apt Pupil)
- 1998: Girl
- 1999: An jedem verdammten Sonntag (Any Given Sunday)
- 2000: Thirteen Days
- 2002: Mulholland Drive – Straße der Finsternis (Mulholland Drive)
- 2006: Superman Returns
- 2006: Das Streben nach Glück (The Pursuit of Happyness)
- 2009: Dark and Stormy Night
- 2012: Butterfly Room – Vom Bösen besessen (The Butterfly Room)